# Хильченко, Владимир Николаевич
Влади́мир Никола́евич Хи́льченко (2 мая 1983 года, пос. Наушки, Бурятия) — российский волейболист, мастер спорта России. Бывший игрок ряда клубов российской Суперлиги.

## Начало карьеры
Хильченко родился и вырос в пограничном посёлке Наушки, который расположен в трёх километрах от границы России и Монголии. После окончания местной школы уехал в Улан-Удэ, где поступил в строительный лицей. Уже тогда парень отличался высоким ростом (205 см), из-за чего его пригласили в баскетбольную команду техникума.
Спустя месяц тренировок молодого спортсмена заметил тренер местного волейбольного клуба «Динамо», игравшего в Высшей лиге Б. По его совету Хильченко ушёл из баскетбола и сконцентрировался на волейболе. Позже спортсмен рассказывал, что на смену деятельности повлиял материальный аспект — в «Динамо» ему пообещали платить 1000 рублей в месяц.

В 2001 году подписал контракт с красноярским «Дорожником». По словам Хильченко, вариант с Красноярском появился случайно — когда «Динамо» было на сборах, парня заметил тренер женской «Енисеюшки» и рассказал о нём руководству. При этом молодой игрок уже закончил обучение в лицее и готовился к поступлению в университет:
— Я поступаю в Сельхозакадемию, готовлюсь к собеседованиям, начинаю осознавать, что волейбол — это мое. Прилетает директор «Дорожника» Александр Митюков и говорит: «Давай к нам. Мы тебя заметили, ты нам подходишь, будешь играть в молодежной команде в Высшей Лиге „Б“. Подпишешь профессиональный контракт». Приезжаю домой, рассказываю маме. Та в слезы: «Не уезжай, не отпущу!». Но я собрал вещи и уехал, объяснив, что уже достаточно взрослый, чтобы принимать такие сложные решения. Уехал, подписал контракт на пять лет.
Хильченко признавался, что не видел перспектив в Улан-Удэ, поэтому согласился на переезд в Красноярск.

## Профессиональная карьера
С 2001 по 2009 годы Владимир защищал цвета красноярского «Дорожника», Начав в молодёжной команде уровня Высшей лиги Б, со временем стал основным игроком первой команды. В 2005 году стал мастером спорта России.
В 2006 году Хильченко мог перейти в структуру казанского «Зенита». Узнав о возможном трансфере, «Дорожник» предложил блокирующему трёхлетний контракт и квартиру по его истечении. Это предложение в итоге стало решающим, и Владимир остался в Красноярске.

В 2009 году стал игроком «Тюмени». При этом «Дорожник» вновь предлагал продление контракта, но Хильченко отказался.
— Во мне заиграли здоровые амбиции профессионала, мне хотелось что-то поменять, поиграть под руководством другого тренера, особенно когда начали говорить, мол, Хильченко в «Дорожнике» засиделся и не растет. Хотелось отыскать тренера, который дал бы мне что-то новое.
Однако карьера в «Тюмени» не задалась. Из-за материально-технических трудностей команда не могла полноценно тренироваться, что негативно отражалось на игре. После двух лет в «Тюмени» Хильченко по предложению своего агента перешёл в краснодарское «Динамо».
Отыграв два года на юге России, Владимир стал игроком одинцовской «Искры», которая ставила задачу вернуться в Суперлигу. Проведя полгода в Подмосковье, Хильченко забрал лицензию волейболиста-профессионала и покинул «Искру», в скором времени прекратившую своё существование. Причиной стали долги по зарплате.
В 2014 году вернулся в «Енисей» и стал основным игроком команды, которая вышла в Суперлигу. При этом у Владимира было предложение из «Динамо-ЛО», и он даже собирался его принимать, но в последний момент по совету супруги передумал. После выхода в Суперлигу Хильченко практически не играл из-за травмы.
С 2016 по 2018 годы защищал цвета «Динамо-ЛО» в Суперлиге. По окончании сезона 2017/2018 покинул клуб и фактически завершил профессиональную карьеру.

## После карьеры
Уйдя из «Динамо-ЛО», не стал возвращаться в Красноярск и остался в Санкт-Петербурге. Работает тренером по пляжному волейболу в частном клубе.

## Достижения
- Чемпион Сибири и Дальнего Востока (2005)
- Победитель Высшей лиги А (2014/2015)

## Личная жизнь
Женат, воспитывает троих детей